# Chemiré-sur-Sarthe
Chemiré-sur-Sarthe é uma ex-comuna francesa na região administrativa da Pays de la Loire, no departamento de Maine-et-Loire. Estendeu-se por uma área de 6,62 km². Em 2010 a comuna tinha 272 habitantes (densidade: 41,1 hab./km²).
Em 1 de janeiro de 2016 foi fundida com a comuna de Morannes para a criação da nova comuna de Morannes-sur-Sarthe.